# Teatro Nuovo (Nàpols)
El Teatro Nuovo és un teatre de Nàpols que va ser construït el 1723 per l'arquitecte i escenògraf Domenico Antonio Vaccaro en nom dels empresaris teatrals Giacinto (o Giacomo) De Laurentiis i Angelo Carasale.
Vaccaro va haver de dissenyar el teatre per a un lloc de petites dimensions. Tot i així va aconseguir un teatre amb una capacitat de mil seients. El teatre té la forma clàssica de ferradura, dividit en cinc nivells, cada un dividit en tretze llotges.
Al setembre 1723 es van dur a terme l'estrena de La Locinna d'Antonio Orefice. El teatre es va convertir ràpidament en el temple de l'opera buffa i va veure l'èxit de Domenico Cimarosa, Niccolò Piccinni i Giovanni Paisiello, l'òpera Il Socrate immaginario del qual va ser posada en escena en aquest teatre el 1775.
La nit del 20 de febrer de 1861, un incendi va destruir completament el teatre i va ser reconstruït segons els plànols de l'arquitecte Ulisse Rizzi, que n'era copropietari. El teatre va entrar de nou en servei el 1864. En 1866 va tenir lloc l'estrena mundial d'I due mariti de Nicola D'Arienzo, el 1870 Il cacciatore delle Alp de D'Arienzo, el 1878 Griselda o La marchesa di Saluzzo d'Oronzo Mario Scarano, el 1879 La figlia del diavolo de D'Arienzo, en 1887 Le trappole d'amore de Scarano, el 1894 L'amico Francesco de Mario Morelli, on Enrico Caruso va fer el seu debut.

## Estrenes absolutes (llista incompleta)
- La Locinna d'Antonio Orefice (1723)
- Lo Simmele d'Antonio Orefice (amb la col·laboració de Leonardo Leo) (1724)
- La mogliera fedele de Leonardo Vinci (1724)
- Amor d'un'ombra e gelosia d'un'aura de Giuseppe Sellitto (1725)
- Il trionfo d'amore de Pietro Auletta (1725)
- L'Aracolo di Dejana de Francesco Corradini (1725)
- La Mila, o puro chi è lo primmo vence d'Anastasio Orefice (1726)
- L'Orismene, overo dagli sdegni gli amori de Leonardo Leo (1726)
- Lo corzaro d'Angelo Antonio Troiano (1726)
- Chi si ntrica resta ntricato de Nicola Altamura (1726)
- La milorda de Giuseppe de Majo (1728)
- La pastorella commattuta de Leonardo Leo (1728)
- Lo conte di Scrignano de Costantino Roberti (1729)
- Li dispiette amoruse de Michele Caballone (1731)
- La vecchia trammera d'Antonio Orefice (1732)
- La forza d'ammore de Giuseppe Montuoli (1732)
- Prìzeta correvata de Giuseppe Ventura (1732)
- Amore mette sinno o Amore dà senno de Leonardo Leo (1733)
- Il Filippo de Michele Caballone (1735)
- La Climene de Nicola Pisano (1738)
- La rosa d'autor anònim (1738)
- Lo secretista de Carlo Cerere (1738)
- L'amante impazzito de Matteo Capranica (1738)
- Amor vuole sofferenza de Leonardo Leo (1739)
- Don Chichibio de Pietro Auletta (1739)
- Il barone di Zampano de Nicola Porpora (1739)
- L'Origille d'Antonio Palella (1740)
- L'ambizione delusa de Leonardo Leo (1742)
- L'innocenti gelosie de Giuseppe Sellitto (1744)
- Amare e fingere de Gaetano Latilla (1745)
- La Flavia de Geronimo Cordella (1749)
- Amore figlio del piacere de Nicola Bonifacio Logroscino (1751)
- Li nnamorate correvate de Gregorio Sciroli (1752)
- Lo finto perziano de Nicola Bonifacio Logroscino (1752)
- L'Elmira generosa de Nicola Bonifacio Logroscino (1753)
- Le chiaiese cantarine de Nicola Bonifacio Logroscino (1754)
- La finta 'mbreana de Nicola Bonifacio Logroscino (1756)
- I disturbi de Nicola Bonifacio Logroscino en col·laboració amb Tommaso Traetta (1756)
- La sposa bizzarra de Gaspare Gabellone o Caballone (1757)
- L'amante ridicolo de Niccolò Piccinni (1757), intermezzo
- L'Ottavio de Pietro Carlo Guglielmi (1760)
- Lo marito disperato d'autor anònim (1761)
- Lo sagliemmanco de Gregorio Sciroli (1762)
- Lo sposo di tre e marito di nessuna de Pasquale Anfossi (1763)
- Le viaggiactrici di bell'umore de Giacomo Insanguine (1763)
- La finta ciarlatana de Niccolò Piccinni (1763)
- La giocatrice bizzarra de Gaspare Gabellone o Caballone (1764)
- Fedeltà in amore de Giacomo Tritto (1764)
- Il finto medico de Pasquale Anfossi (1764)
- La vedova capricciosa de Giacomo Insanguine (1765)
- La vedova di bel genio de Giovanni Paisiello (1766)
- La Molinarella de Niccolò Piccinni (1766)
- L'idolo cinese de Giovanni Paisiello (1767)
- Il furbo malaccorto de Giovanni Paisiello (1767)
- I matrimoni per dispetto de Pasquale Anfossi (1767)
- La luna abitata de Giovanni Paisiello (1768)
- La locandiera di spirito de Niccolò Piccinni (1768)
- L'arabo cortese de Giovanni Paisiello (1769)
- La finta semplice ossia il tutore burlato de Giacomo Insaguine (1769)
- La Zelmira o sia la marina del Granatello de Giovanni Paisiello (1770)
- Le trame per amore de Giovanni Paisiello (1770)
- La somiglianza de' nomi de Giovanni Paisiello (1771)
- I scherzi d'amore e di fortuna de Giovanni Paisiello (1771)
- La Dardanè de Giovanni Paisiello (1772)
- Gli amanti comici de Giovanni Paisiello (1772)
- Il tamburo de Giovanni Paisiello (1773)
- La finta parigina de Domenico Cimarosa (1773)
- Il duello de Giovanni Paisiello (1774)
- Il credulo deluso de Giovanni Paisiello (1774)
- Don Taddeo in Barcellona d'Antonio Pio (1774)
- Le astuzie amorose de Giovanni Paisiello (1775)
- Il Socrate immaginario de Giovanni Paisiello (1775)
- La donna di tutti i caratteri de Domenico Cimarosa (1775)
- Dal finto al vero de Giovanni Paisiello (1776)
- I matrimoni in ballo de Domenico Cimarosa (1776) revisada com La baronessa stramba al mateix teatre (1786)
- I sdegni per amore de Domenico Cimarosa (1776)
- La frascatana nobile o la finta frascatana de Domenico Cimarosa (1776)
- Il cicisbeo discacciato de Gaetano Monti (1777)
- La fuga de Gaetano Monti (1777)
- I viluppi amorosi d'Angelo Tarchi (1778)
- I commedianti fortunati d'Antonio Amicone (1779)
- I sposi incogniti de Gaetano Latilla (1779)
- Il principe riconosciuto e la Marinella de Giacomo Tritto (1780)
- Il re alla caccia d'Angelo Tarchi (1780)
- La Bellinda de Giacomo Tritto (1781)
- La francese di spirito de Giacomo Tritto (1781)
- Le donne vendicate de Gaetano Monti (1781)
- Il molaforbice de Gaetano Monti (1781)
- Don Procopio in corte del Pretejanni de Giacomo Tritto (1782)
- La scuola degli amanti de Giacomo Tritto (1783)
- La virtuosa di Mergellina de Pietro Alessandro Guglielmi (1785)
- La donna sempre al suo peggior d'appiglia de Domenico Cimarosa (1785)
- Il geloso ravveduto o sia i pazzi de Francesco Antonio de Blasis (1785)
- Il credulo de Domenico Cimarosa (1786)
- L'impresario in angustie de Domenico Cimarosa (1786)
- Le trame deluse de Domenico Cimarosa (1786)
- Gli amanti trappolieri de Vincenzo Fabrizi (1787)
- Il corrivo de Giuseppe Giordani (1787)
- Lo scoprimento inaspettato de Pietro Carlo Guglielmi (1787)
- I sposi in rissa de Francescantonio Speranza (1788)
- Il cartesiano fastastico de Giacomo Tritto (1790)
- La bizzarra contadina de Gaetano Marinelli (1790)
- Gl'incontri stravaganti de Marcello Bernardini (1790)
- L'isola di Bellamarina de Francesco Antonio de Blasis (1791)
- L'allegria della campagna de Marcello Bernardini (1791)
- Amor tra le vendemmie de Pietro Alessandro Guglielmi (1792)
- I traci amanti de Domenico Cimarosa (1793)
- Le nozze in garbuglio de Giacomo Tritto (1793)
- Gli amanti in puntiglio de Giacomo Tritto (1794)
- L'amore immaginario de Valentino Fioravanti (1794)
- L'uomo indolente de Giuseppe Farinelli (1795)
- L'impresario burlato de Luigi Mosca (1797)
- Il folletto de Giuseppe Mosca (1797)
- L'inganno per amore de Pietro Carlo Guglielmi (1797)
- L'eroismo ridicolo de Gaspare Spontini (1798)
- La finta filosofa de Gaspare Spontini (1799)
- Il viaggiatore ridicolo de Giuseppe Elia (1799)
- L'avaro de Valentino Fioravanti (1800)
- Li sposi in cimento de Luigi Mosca (1800)
- Le stravaganze d'amore de Luigi Mosca (1800)
- La fuga in maschera de Gaspare Spontini (1800)
- L'innocenza conosciuta de Pietro Casella (1801)
- Il villano in angustie de Valentino Fioravanti (1801)
- Il fortunato accidente de Cesare Jannoni o Giannoni (1801)
- Il trionfo della religione de Francesco Federici (1802)
- L'impostore de Luigi Mosca (1802)
- Non ci facciamo i conti senza l'oste d'Andrea Sartorio (1802)
- L'Omaggio pastorale de Giacomo Tritto (1802)
- La donna di bell'umore de Giuseppe Elia (1803)
- La serva bizzarra de Pietro Carlo Guglielmi (1803)
- La riedificazione di Gerusalemme ossia Chabri, e Nehèmia de Domenico Cimarosa i Nicola Antonio Zingarelli (1804)
- Il geloso sincerato de Giuseppe Nicolini (1804)
- Gli incostanti nemici delle donne de Giuseppe Nicolini (1804)
- Le nozze inaspettate de Giuseppe Nicolini (1805)
- I vecchi delusi ossia la Burla de Vittorio Trento (1805)
- I furbi burlati de Filippo Grazioli (1807)
- L'inganno del festino de Giovanni Battista de Luca (1807)
- L'appuntamento notturno per burla de Giovanni Battista de Luca (1808)
- L'isola incantata de Giacomo Cordella (1809)
- Annella di porta Capuana de Domenico Cercià (1809)
- Semplicità e astuzia ossia la serva e 'l parruchiere de Valentino Fioravanti (1810)
- Il due Policarpi de Giovanni Battista de Luca (1810)
- Amor dal naufragio de Giovanni Prota (1810)
- La donna bizzarra de Marcello Bernardini (1810)
- Le nozze in campagna de Pietro Carlo Guglielmi (1811)
- Raoul signore di Crequì de Valentino Fioravanti (1811)
- Le nozze per puntiglio de Valentino Fioravanti (1811)
- Il monastero de Stefano Pavesi (1811)
- Il trionfo dell'amore, ovvero Irene e Filandro de Stefano Pavesi (1811)
- Le due simili in una de Pietro Carlo Guglielmi (1811)
- Il raggiratore de Filippo Grazioli (1812)
- Adelaide maritata de Valentino Fioravanti (1812)
- Amalia e Carlo ovvero l'arrivo della sposa de Pietro Carlo Guglielmi (1812)
- Adelaide maritata de Valentino Fioravanti (1812)
- La foresta di Hermanstadt de Valentino Fioravanti (1812)
- I vampiri de Silvestro Palma (1812)
- I solitarj di Scozia de Nicola Vaccai (1815)
- Paolina e Susetta de Valentino Fioravanti (1819)
- La pace desiderata de Carlo Conti (1820)
- I minatori scozzesi de Pietro Raimondi (1821)
- La testa meravigliosa de Pietro Generali (1821)
- La poetessa errante de Giuseppe Mosca (1822)
- La zingara de Gaetano Donizetti (1822)
- Il fortunato inganno de Gaetano Donizetti (1823)
- Il trionfo della giustizia de Carlo Conti (1823)
- Misantropia e pentimento de Carlo Conti (1823)
- Il frenetico per amore de Giacomo Cordella (1824)
- Ogni eccesso è vizioso de Valentino Fioravanti (1824)
- L'abbate taccarella de Luigi Ricci (1825)
- L'ombra notturna de Carlo Assenzio (1825)
- Il morto in apparenza de Pietro Raimondi (1825)
- Otto mesi in due ore (o gli esiliati in Siberia) de Gaetano Donizetti (13 mai 1827)
- Amalia di Reaumur de Nicola Fornasini (1828)
- Amore e scompiglio de Fortunato Raejntroph (1834)
- Allan Mac-Auley de Mario Aspa (1838)
- L'affamato senza denaro de Nicola Gabrielli (1839)
- Allan Cameron de Fortunato Raejntroph (1839)
- L'uomo del mistero de Giovanni Pacini (1841)
- Amore a suon di tamburo de Giovanni Antonio Speranza (1845)
- Adelina de Giovanni Moretti (1846)
- Amore e disinganno de Valentino Fioravanti (26 dicembre 1847)
- Gli amanti sessagenari de Giorgio Miceli (1853)
- Adina de Giovanni Zoboli (1866)
- Amelia de Giovanni Zoboli (1870 ca.)